# Alex Fernandes
Alexsandro Fernandes Xavier (* 1. April 1973 in Recife, Pernambuco), allgemein bekannt als Alex Fernandes, ist ein ehemaliger brasilianischer Fußballspieler auf der Position eines Stürmers.

## Laufbahn
Fernandes begann seine Profikarriere in seiner Heimatstadt bei Sport Recife und spielte danach für die brasilianischen Teams Náutico Capibaribe und Mogi Mirim EC.
1999 wechselte er in die mexikanische Liga, wo er zunächst für Monarcas Morelia spielte und Teil jener Mannschaft war, die im Torneo Invierno 2000 zum ersten Mal in der Vereinsgeschichte der Monarcas den Meistertitel gewann. Im Winter 2002/03 wechselte Alex zum CF Monterrey, mit dem er gleich in seiner ersten Halbsaison, der Clausura 2003, noch einmal die mexikanische Fußballmeisterschaft gewann. Das Pikante an den Finalspielen dieses Turniers war, dass sich sein alter und neuer Verein gegenüberstanden, wobei Monterrey sich mit 3:1 und 0:0 durchsetzen konnte.

## Erfolge
- Mexikanischer Meister: Invierno 2000, Clausura 2003